# Suddenly ~Meguriaete~/Brilliant Star
suddenly ~Meguriaete~/Brilliant Star (jap. suddenly 〜巡り合えて〜／Brilliant Star) – szósty singel japońskiej piosenkarki Nany Mizuki, wydany 25 września 2002. Singel osiągnął 20 pozycję w rankingu Oricon, sprzedał się w nakładzie 13 780 egzemplarzy.

## Lista utworów
| Nr | Tytuł                                                                      | Słowa             | Kompozycja        | Aranżacja       | Czas |
| -- | -------------------------------------------------------------------------- | ----------------- | ----------------- | --------------- | ---- |
| 1. | "suddenly ~Meguriaete~" (jap. suddenly 〜巡り合えて〜)                     | Toshirō Yabuki    | Toshirō Yabuki    | Toshirō Yabuki  | 4:32 |
| 2. | "Brilliant Star"                                                           | Chiyomaru Shikura | Chiyomaru Shikura | Toshimichi Isoe | 5:06 |
| 3. | "suddenly ~Meguriaete~" (jap. suddenly 〜巡り合えて〜) (off vocal version) |                   | Toshirō Yabuki    | Toshirō Yabuki  | 4:32 |
| 4. | "Brilliant Star" (off vocal version)                                       |                   | Chiyomaru Shikura | Toshimichi Isoe | 5:06 |